# Леш Олег Іванович
Олег Іванович Леш (нар. 5 червня 1969, Красноперекопськ, Кримська область, УРСР) — український футболіст, півзахисник.

## Життєпис
Розпочав займатися футболом в рідному місті Красноперекопськ. Зіграв декілька матчів за місцеву команду «Хімік». Потім навчався в школі сімферопольського клубу «Таврія», де його тренером був В'ячеслав Портнов.
У 1990 році став гравцем «Таврії», однак у складі кримчан провів всього одну гру в Першій лізі СРСР. Леш брав участь в чемпіонаті Збройних Сил СРСР, після чого його запросили в одеський СКА. У складі команди у Другій лізі зіграв у понад 40 матчах. Брав участь в першому чемпіонаті незалежної України. За підсумками якого одесити посіли останнє 10 місце в своїй групі і вилетіли до першої ліги.
Наступним клубом Леша став охтирський «Нафтовик» з Першої ліги. Основною причиною переїзду в Охтирку стало питання виділення йому квартири. За підсумками сезону 1992/93 років команда стала бронзовим призером Першої ліги. За словами самого Олега Льоха під час виступу за «Нафтовик» у нього були пропозиції про перехід у донецький «Шахтар», львівські «Карпати» й харківський «Металіст». Під час одного з матчів в 1998 році він отримав травму — розрив передньої хрестоподібної святки коліна. Пройшов відновлення, але заграти на колишньому рівні Олег вже не зміг. Завершив кар'єру гравця в 1999 році у віці тридцяти років. Всього за «Нафтовик» провів понад двісті матчів у Першій лізі, входить в десятку найкращих гвардійців клубу за всю історію.
Після закінчення кар'єри футболіста працював у сфері торгівлі, а потім у банківській службі інкасації.

## Досягнення
- Перша ліга чемпіонату України
  -  Бронзовий призер (1): 1992/93

## Статистика
| Сезон   | Клуб                   | Ліга            | Чемпіонат | Чемпіонат | Кубок | Кубок |
| Сезон   | Клуб                   | Ліга            | Матчі     | Голи      | Матчі | Голи  |
| ------- | ---------------------- | --------------- | --------- | --------- | ----- | ----- |
| 1990    | «Таврія» (Сімферополь) | Перша ліга СРСР | 1         | 0         |       |       |
| 1990    | СКА (Одеса)            | Друга ліга      | 18        | 0         |       |       |
| 1991    | СКА (Одеса)            | Друга ліга      | 29        | 0         |       |       |
| 1992    | СКА (Одеса)            | Вища ліга       | 18        | 1         | 2     | 0     |
| 1992/93 | «Нафтовик» (Охтирка)   | Перша ліга      | 38        | 3         | 4     | 0     |
| 1993/94 | «Нафтовик» (Охтирка)   | Перша ліга      | 36        | 5         | 2     | 0     |
| 1994/95 | «Нафтовик» (Охтирка)   | Перша ліга      | 41        | 1         | 1     | 0     |
| 1995/96 | «Нафтовик» (Охтирка)   | Перша ліга      | 38        | 1         |       |       |
| 1996/97 | «Нафтовик» (Охтирка)   | Перша ліга      | 38        | 5         |       |       |
| 1997/98 | «Нафтовик» (Охтирка)   | Перша ліга      | 13        | 1         | 5     | 1     |
| 1998/99 | «Нафтовик» (Охтирка)   | Перша ліга      | 4         | 0         | 3     | 0     |
| 1999/00 | «Нафтовик» (Охтирка)   | Перша ліга      | 13        | 0         |       |       |